# Domiziano Arcangeli
Domiziano Arcangeli (Venezia, 10 giugno 1966 – Beverly Hills, 13 luglio 2020) è stato un attore, modello e produttore cinematografico italiano naturalizzato statunitense.

## Biografia
Arcangeli fu scoperto dal fotografo Helmut Newton a Venezia nel 1979. Dopo aver posato per alcuni suoi servizi, divenne un fotomodello richiesto internazionalmente. Federico Fellini fu il primo regista a fare un classico provino al giovane Arcangeli, a Cinecittà per un film (Amerika, dal romanzo di Franz Kafka) che però non venne mai girato, anche se successivamente il cineasta chiamò l'attore nel 1987 proprio per ricordare quell'episodio nel suo nostalgico film Intervista (1987).
Arcangeli lavorò in teatro con registi come Giuseppe Patroni Griffi, Luca Ronconi e Aldo Trionfo in Italia, Jonathan Miller ed Anya Liffey in America e Lev Dodin in Russia, ed in numerose altre produzioni teatrali per poi partecipare a numerosi film italiani ed internazionali, sin dai primi anni ottanta, ma anche a film o serie televisive in diversi Paesi, per un totale di 150 titoli, lavorando soprattutto negli Stati Uniti, in Italia e in Francia. Ebbe un cameo nel controverso La cerimonia dei sensi (1979), diretto da Antonio D'Agostino. Nel 1991 fu nel cast di Paprika, film diretto da Tinto Brass.
Dopo aver interpretato lo stravagante stilista di moda Popo, nella serie televisiva ChromiumBlue, andata in onda tra il 2002 ed il 2003, co-prodotta da Viacom e Showtime Networks e creata da Zalman King,, Arcangeli recitò in film d'autore ed indipendenti, negli Stati Uniti, ed in seguito, pur sempre continuando con prolifica attività la sua professione di interprete versatile in generi molto diversi, fondò nel 2009, la sua casa di produzione cinematografica, Empire Films che sfornò, in meno di sei anni, due serie televisive e almeno dodici film, tra cui La casa dei manichini di carne (2010), il thriller sovrannaturale The Ghostmaker (2012) presentato al Festival di Taormina 2012, ma anche una commedia gay alla Woody Allen, di successo commerciale negli Stati Uniti, Scenes from a Gay Marriage (2012).
Arcangeli lavorò in film televisivi e cinematografici, tra cui Scary or Die (2012) di Michael Emanuel, il thriller Ambushed aka "Hard Rush" di Giorgio Serafini, The Brides of Sodom (2013) di Creep Creepersin, il futuristico The Human Race (2014) scritto e diretto da Paul Hough, e in altre pellicole uscite in Italia, sia come interprete, come nel caso di Wrath of the Crows (2013) di Ivan Zuccon, che come produttore e interprete, come nel caso di Orgy of the Damned (2016) e Travel Well, Kamikaze di Fabio e Damiano D'Innocenzo (2016) con Jean Marc Barr.
L'annuncio della morte dell'attore, avvenuta nel luglio del 2020 in seguito a un incidente domestico, è stato dato sul suo profilo personale di Facebook, da una persona a lui vicina.

## Vita privata
Dopo essersi stabilito definitivamente negli USA, Domiziano Arcangeli visse perlopiù a Beverly Hills, in California, con l'ultima compagna e i due figli Skyler e Thor-Lyndon. In precedenza era stato sposato con Raffaella Baracchi, conosciuta sul set di Paprika, e legato sentimentalmente a Dominique Sanda.